# Lijst van spelers van KAA Gent
Deze lijst omvat voetballers die bij KAA Gent spelen of gespeeld hebben. De spelers zijn gerangschikt volgens alfabet.

## A
- Yassine Abdelali (2017)
- Ahmed Abdulahi (2022-2024)
- Epoki Abdulrazak (2008-2009)
- Madjid Adjaoud (2003-2005)
- Brian Agbor (2021-2022)
- Stef Agten (1988-1990)
- Reda Akbib (2019-2020)
- Mohamed Aliyu-Datti (2005-2006)
- Franko Andrijašević (2017)
- Darko Anić (2001-2002)
- Peter Anosike (1995-1996)
- Blessing Anyanwu (2005-2006)
- Shlomi Arbeitman (2010-2012)
- Philipe Arno (1980-1981)
- Anderson Arroyo (2018-2019)
- Dino Arslanagić (2020-2021)
- Ole Martin Årst (1999-2000)
- Nana Asare (2013-2020)
- Wout Asselman (2023-2024)
- César Arzo Amposta (2011-2013)
- Segun Atere (2004-2004)
- Patrick Aussems (1988-1989)
- Frederique Autekie (2000-2004)
- Taiwo Awoniyi (2018-2019)
- Abdoul Rachid Ayindé (2024)
- Philip Azango (2018-2020)
- Randall Azofeifa (2006-2011)

## B
- Alpha Bâ (2010-2012)
- Frans Baart (1946-1947)
- Maurice Backx (1938-1939 + 1945-1949)
- Franck Bahi (2018-2021)
- John Bailey (1919-1920 + 1923-1928 + 1950-1951)
- Hippolyte Bailleul (1919-1920 + 1923-1928)
- Rabiu Baita (2003-2004)
- Miftar Bakali (1975-1976)
- Henri Balenga (1991-1999)
- Ferenc Banky (1960-1963)
- Sreten Banovic (1971-1974)
- Mario Barić (2010-2012)
- Mohammed Barka (1994-2000)
- Charles Baron De Meulenaere (1913-1914)
- Yvan Baudewijn (1972-1974 + 1975-1978)
- Georges Bauwens (1942-1943 + 1945-1946)
- Vakoun Bayo (2021)
- Edmond Beaumont (1913-1914)
- Jean Beausejour (2006-2007)
- Roland Beelen (1975-1976)
- Karim Belhocine (2014-2015)
- Nicky Beloko (2019-2020)
- Francesco Bene (1973-1978)
- Francisco Benedito (1970-1978)
- Filip Benoot (1977-1980)
- Ernest Berman (1913-14)
- Dries Bernaert (2002-2003)
- Lotfi Ben Sassi (1998-1999)
- Maurice Berloo (1939-1939 + 1943-1955)
- Ernest Berman (1913-1914)
- Dries Bernaert (1998-2003)
- Roman Bezoes (2019-2022)
- Darko Bjedov (2017-2018)
- Frank Boeckx (2008-2014)
- Arthur Boedrie (1919-1922)
- Louis Boenders (1971-1972)
- Remco Boere (1988-1989)
- Tom Boere (2012-2014)
- Gustaaf Boesman (1920-1929)
- Sinan Bolat (2020-2022)
- Foeke Booy (1993-1994)
- Vital Borkelmans (2000-2002)
- Ronny Borloo (1985-1986)
- Gaston Bosch (1926-1927 + 1928-1929)
- Frank Bosmans (1986-1987)
- Jordan Botaka (2020-2022)
- Mbark Boussoufa (2004-2006 + 2016)
- Charles Bovie (1942-1952)
- Jean-Claude Bouvy (1981-1986)
- Charles Bovie (1942-1944 + 1946-1952)
- Thierry Bovie (1973-1974)
- Jozef Brabants (1924-1925)
- Achille Braeckmans (1919-1920)
- Boudewijn Braem (1981-1983)
- Drazko Brkljacic (1967-1972)
- Jérome Brocard (2000-2001)
- Geert Broeckaert (1977-1978)
- Noël Brondeel (1959-1963)
- Dylan Bronn (2017-2020)
- Helmut Brosch (1977-1979)
- Archie Brown (2023-heden)
- Gianni Bruno (2021-2022)
- Christian Brüls (2011-2013)
- Sébastien Bruzzese (2010-2012)
- Osman Bukari (2020)
- Cyprièn Bula (1962-1966)
- Georges Bulcke (1913-1914)
- Fabio Burgio (1998-2000)
- Sören Busk (1982-1985)
- Fabio Burgio (1998-2000)
- Andreas Burssens (2017)
- Georges Burssens (1913-1914)
- Søren Busk (1982-1985)
- Ludovic Buysens (2004-2006)
- Philippe Buyssens (2004-2005)
- Roland Buysse (1970-1972)

## C
- Jinty Caenepeel (2013-2015)
- Thomas Caers (1997-1999)
- Igor Calo (1995-1997)
- Jairo Campos (2002-2003)
- Daniel Camus (1997-1999)
- Miguel Capilla (2000-2001)
- Cédric Carrez (1999-2001)
- Koen Casteels
- Alessio Castro-Montes (2019-2023)
- Jurgen Cavens (2004-2004)
- Edgard Celie (1923-1938)
- Armin Čerimagić (2011-2014)
- Nasrep Cerkic (1966-1967)
- Giorgi Chakvetadze (2017-2022)
- Thomas Chatelle (1998-1999)
- Malek Cherrad (2004)
- Etienne Chaves d'Aguilar (1905-1910 + 1911-1914)
- Freddy Chaves d'Aguilar (1941-1943 + 1945-1954)
- Abdelamalek Cherrad (2004-2004)
- Blessing Chinedu (2005-2006)
- Anders Christensen (1999-2002)
- Louis Christiaens (1967-1969)
- Anders Christiansen (2018-2018)
- Geri Çipi (2000-2003)
- Ibrahima Cissé (2019-2022)
- Victor Claes (1937-1939 + 1941-1942)
- Edwin Cnudde (1967-1968)
- Luc Cocquyt (1986-1987)
- Roger Coenije (1976-1980)
- Pieter Collen (1987-1999)
- Patrick Colpaert (1973-1974 + 1977-1978)
- Fernand Commine (1938-1939)
- Gaston Commine (1938-1939)
- Jonathan Constancia (1999-2005)
- Ibrahima Conté (2009-2013)
- Joseph Cools (1923-1924)
- Davy Cooreman (1990-1992)
- Steve Cooreman (1995-1998 + 2004-2006)
- Colin Coosemans (2018-2021)
- Roger Coppens (1938-1939)
- Hubert Cordiez (1980-1987)
- Wouter Corstjens (2012-2015)
- Georges Cosyns (1919-1922 + 1923-1924)
- Elimane Coulibaly (2009-2012 + 2013-2013)
- Kalifa Coulibaly (2015-2017)
- Mehmedalija Čović (2007-2009)
- Luc Criel (1971-1989)
- Adnan Čustović (2008-2010)
- Hugo Cuypers (2022-heden)
- Youn Czekanowicz (2016-2018)

## D
- Eric Damien  (1959-1962)
- Einar Þór Daníelsson  (1996-97, uitgeleend)
- Leopold D'Aubioul (1938-1944)
- Ofir Davidadza (2016-2018)
- Albert De Backer (1936-1942)
- Raymond De Baets (1958-1964)
- Daniel De Bels (1955-1956)
- Roger De Baets (1962-1974)
- Jaak De Bleecker (1970-1974)
- Carlos De Broe (1923-1927)
- Frank Dauwen (1990-2000)
- Jonathan David (2018-2020)
- Gaston de Clerq (1913-1920)
- Marc De Clerck (1970-1974)
- Firmin De Coster (1950-1961)
- Tom Daems (1998-1999)
- Tony Daenen (1982-1987)
- Christian Daffe (1977-1979)
- Tore André Dahlum (2000-2000)
- Eric Damien (1959-1962)
- Mohammed Aliyu Datti (2005-2006)
- Laurent Dauwe (1984-1992)
- Frank Dauwen (1990-2000)
- Jonathan David (2018-2020)
- Lucas Deaux (2016-2016)
- Etienne De Baere (1963-1967)
- Roger De Baets (1962-1974)
- Raymond De Baets (1958-1964)
- Davy De Beule (2005-2008)
- Camille De Bock (1922-1923)
- Carlos De Broe (1923-1927)
- Gilberto Della Brida (1965-1967)
- Charles Baron de Meulenaere (1913-1914)
- Célestin De Schrevel (2021-2024)
- Georges De Schuyter (1922-1924)
- Marcel De Reuse (1936-1938)
- Jari De Busser (2018-heden)
- Tjörven De Brul (2003-2005)
- Alexandre De Bruyn (2020-2022)
- Marc De Clerck (1970-1974)
- Alain De Clercq (1997-1998)
- Gaston De Clercq (1913-1920)
- Björn De Coninck (2004-2005)
- Leon De Coninck (1921-1929)
- Wim De Coninck (1993-1996)
- Marcel De Corte (1959-1960)
- Firmin De Coster (1950-1961)
- Tom De Craeke (1987-1999)
- Wim De Decker (2002-2003)
- Etienne de Freyne (1960-1961)
- Carlos De Geest (1936-1946)
- Gilbert De Groote (1965-1978)
- Joseph De Groote (1919-1921, 1926-1929)
- Michel De Groote (1989-1992)
- Steve De Groote (1996)
- Alberic de Keghel (1928-1929)
- Henri Dekens (1941-1942)
- Adolphe De Kimpe (1913-1914)
- Albert De Kimpe (1946-1947)
- Benny De Kneef (1982-1988)
- Arthur Delaender (1913-1922)
- Florimond Deley (1924-1926)
- Roland De Leyn (1943-1947)
- Léopold Delporte (1928-1929)
- Florus Delville (1924-1929)
- Antoon De Meester (1954-1956)
- Etienne De Meyer (1951-1954)
- Georges De Meyer (1954-1955)
- Gilles De Meyer (1951-1954)
- Gunter De Meyer (1992-1994, 1995-1999)
- Thomas De Meyer (2002-2003)
- Georges De Munter (1926-1929)
- Norbert De Naegel (1977-1979)
- Richard De Naeyer (1958-1970)
- Raymond Deneve (1965-1967)
- Alain De Nil (1992-1994)
- Joris De Plancke (1957-1959)
- Stefaan De Puydt (1998-1999)
- Bart De Roover (1991-1995)
- Kristoff de Roy (1998-1999)
- Georges De Ruyte (1913-1914)
- François De Rycke (1920-1929)
- Paul Desbonnet (1913-1921)
- André Deschepper (1936-1938)
- Evrard De’t Serclaes (1926-1929)
- Marc Degryse (1998-1999)
- Adolphe De Kimpe (1913-1914)
- Albert De Kimpe (1946-1947)
- Roland De Leyn (1943-1947)
- Eric Delmulle (1963-1976)
- Norbert Delmulle (1953-1965)
- Achille Delongie (1913-1925)
- Gilberto Della Brida (1965-1967)
- Laurent Delorge (1998-1999)
- Etienne Delmulle (1943-1951)
- Norbert Delmulle (1953-1965)
- Etienne De Meyer (1951-1954)
- Gunter De Meyer (1995-1999)
- Georges Demunter (1926-1929)
- Richard De Naeyer (1958-1970)
- Raymond Deneve (1965-1967)
- Joris De Plancke (1957-1959)
- Albert De Raedt (1936-1949)
- François De Rycke (1920-1924, 1925-1929)
- Georges de Schuyter (1922-1924)
- Etienne De Souter (1965-1966)
- Georges De Spae (1920-1929)
- Norbert Deviaenei (1965-1971)
- Florus Deville (1924-1929)
- René de Vooght (1950-1952)
- André De Vos (1966-1967)
- Antoine De Vreese (1959-1967)
- René De Zutter (1946-1951)
- Carlo Diaz (1936-1937)
- Abdelkarim Ermouki (1999-2000)
- Laurent Depoitre (2014-2016; 2019-2024)
- Thomas De Meye (1991-2003)
- Alain De Nil (1992-94)
- Omer De Smedtl (1941-1942)
- Georges De Spae (1920-1929)
- Hugo De Vriendt (1963-64)
- Dirk De Vriese (1993-94)
- Eric Delmulle (1963-1976)
- Etienne Delmulle (1943-1951)
- Raymond De Neve (1965-1968)
- Nicolas Denijs (2000-2002)
- Stefaan De Puydt (1994-1999)
- Luc Criel (1978-1989)
- Noah De Ridder (2022-heden)
- Steve De Ridder (2005-2008)
- Timothy Derijck (2018-2020)
- Jonas De Roeck (2007-2009)
- François De Rycke (1920-1929)
- Julien De Sart (2021-heden)
- Omer Desmedt (1941-1942)
- Stijn De Smet (2009-2013)
- Thibault De Smet (2016-2019)
- Etienne De Souter (1965-1966)
- Georges De Spae (1920-1929)
- Dieter Dever (2003-2004)
- Norbert Deviaene (1965-1966)
- Antoine De Vreese
- Pascal De Vreese (1995-1996)
- Bjorn De Wilde (1983-1988)
- Michel De Wolf (1983-1988)
- René De Zutter (1946-1951)
- Zié Diabaté (2014-2014)
- Simon Diedhiou (2016-2017)
- Patrick Dimbala (2002-2003)
- Carlos Diogo (2013-2014)
- Mamadou Diop (2005-2006)
- Mikkel Diskerud (2012-2012)
- Frans Dobbelaere (1950-1953)
- Jules Doll  (1936-1949)
- Jean-Jacques Domoraud (2007-2007)
- Jean-Luc Dompé (2018-2021)
- Moises Dos Santos (1967-1971)
- Ivica Dragutinović
- Niklas Dorsch (2020-2021)
- Eric Delmulle (1963-1976)
- Norbert Delmulle (1953-1965)
- Daniel D'Hooghe (1937-1939)
- Geert D'Hooghe (1985-1988 + 1989-1990)
- Fernand D'Hossche (1922-1923)
- Frans Dobbelaere (1950-1953)
- Moysés Dos Santos (1967-1971)
- Kassim Doumbia (2009-2010)
- Ivica Dragutinović (1996-2000)
- Adriano Duarte (2008-2011)
- Dennis Duinslaeger (2004-2004)
- Frédéric Dupré (1999-2000)
- Noë Dussenne (2017-2018)

## E
- Apoula Edel (2006)
- Gustaaf Eeckeman (1947-1949)
- Camille Eggermont (1937-1938)
- Jan Eggermont (1931-1934)
- Augustine Eguavoen (1986-1990)
- Abdulrazak Ekpoki (2008-2008)
- Yassine El Ghanassy (2008-2012)
- Hatem Abd Elhamed (2015-2017)
- Gustaaf Engelschenschilt (1951-1952)
- Magnus Eriksson (2012)
- Victor Erroelen (1950-1953)
- Abdelkarim Ermouki (1998-1999)
- John Etim Esin (1986-1987)
- Anderson Esiti (2016-2019)

## F
- Khalilou Fadiga (2008-2008)
- Noah Fadiga (2023-heden)
- Morten Falch (1999-2000)
- Ibrahima Faye (2001-2004)
- Filip Fiers (1997-1998)
- Martin Fiers (1973-1974)
- Lionel Flamand (1972-1973)
- Malick Fofana (2022-2024)
- Ronald Foguenne (1996-2000)
- Martin Foket (1977-1978)
- Thomas Foket (2012-2018)
- Núrio Fortuna (2020-heden)
- Dominic Foley (2005-2009)
- Franky Frans (1985-1989)

## G
- Leander Gadisseur (1936-1939)
- Saša Gajser (1999-2002)
- Enis Gavazaj (2013-2016)
- Wim Geeraerts (1995-1996)
- Marcel Gecov (2012)
- Matthias Geldof (2004-2005)
- Wouter George (2020-heden)
- Pieter Gerkens (2023-heden)
- Rami Gershon (2014-2017)
- Erik Gevaert (1978-1979)
- Luc Gezels (1965-1966)
- Lucien Ghellinck (1958-1959 + 1961-1974)
- Edward Gielis (1919-1921)
- Samuel Gigot (2017-2018)
- Robert Gijbels (1986-1987)
- James Gillespie (1980-1982)
- Guillaume Gillet (2006-2008)
- Bruno Godeau (2020-2023)
- Dorsan Goethals (1924-1925)
- Paul Goethals (1924-1925)
- Paul Goethals (1941-1952)
- Polydor Goethals (1941-1944 + 1945-1952)
- Robert Goethals (1937-1939 + 1942-1944 + 1946-1948)
- Amilcar Gonçalves (1913-1914)
- Asdrubal Gonçalves (1913-1914)
- Bart Goossens (1994-2004)
- Mathias Goossens (2008-2009)
- Christophe Grégoire (2005-2007)
- Boban Grnčarov (2007-2009)
- Christophe Grondin (2007-2012)
- Serge Grün (1971-1978)
- Jean-Alexandre Guastavino (1958-1959 + 1960-1961)
- Marcel Gurickx (1945-1946)
- Paul Goethals (1941-1952)
- Lucien Ghellynck (1961-1976)

## H
- Roger Haegens (1967-1973)
- Habib Habibou (2014-2014)
- Yngvar Håkonsen (2005-2006)
- Guy Hanssens (1979-1985)
- André Hanssens (1942-1943)
- Erlend Hanstveit (2009-2011)
- Haris Hajradinović (2015-2016)
- Jens Petter Hauge (2022-2023)
- Guido Haerens (1969-1972)
- Admir Haznadar (2007-2008)
- André Hebbelynck (1922-1937)
- Henk Heijt (1976-1981)
- Alfons Helderweirdt (1942-1949)
- Jimmy Hempte (2002-2004)
- Koenraad Hendrickx (2011-2012)
- Dirk Herbots (1989-1993)
- Tony Herreman (1993-1998)
- Frédéric Herpoel (1997-2007)
- Dirk Hinderyckx (1979-1980)
- Luc Hinderyckx (1985-1988)
- Andrew Hjulsager (2021-heden)
- Hong Hyun-seok (2022-heden)
- Siebe Horemans (2016-heden)
- Fritz Horta (1913-1921)
- Ahmed Hosny (2001-2003)
- Ahmed Hossam (2000-2001)
- David Hubert (2013-2017)
- Peter Hallaert (1985-1986)
- Roger Haegens (1967-1969)
- Guido Haerens (1969-1972)
- Patrick Hemelsoet (1970-73)

## I
- Rabiu Ibrahim (2016-2017)
- Rik Impens (2008-2014)
- Lior Inbrum (2017-2018)

## J
- Pascal Jacobs (1986-1989)
- Rangelo Janga (2018-2018)
- Rudy Janssens (1989-1993)
- Ivica Jarakovic (2003-2004)
- Roman Jaremtsjoek (2017-2021)
- Nordin Jbari (2004-2005)
- Keegan Jelacic (2023-heden)
- Dražan Jerković (1965-1966)
- Erik Johansson (2015-2016)
- Jean Albert Joliet (1928-1929)
- Eric Joly (1999-2001)
- Jesper Jørgensen (2011-2012)
- Jef Jurion (1968-1972)

## K
- Hervé Kage (2013-2014)
- Alexandros Kaklamanos (2000-2003)
- Lovre Kalinić (2016-2018)
- Samuel Kalu (2017-2018)
- Thomas Kaminski (2019-2020)
- Ismaël Kandouss (2023-heden)
- Theofiel Kapper (1938-1939 + 1945-1947)
- Branko Karačić (1993-1994)
- Pierre Kasongo (1965-1967)
- Suvad Katana (1994-1996)
- Jacek Kazimierski (1988-1991)
- René Kerssé (1936-1940)
- Tarik Kharif (1999-2001)
- Tim Kleindienst (2020-2021)
- Udo Klohs (1978-1979)
- Lucien Koettlinz (1923-1924)
- Aboubakary Koita (2017-2019)
- Rodgers Kola (2012-2017)
- Petros Konnafis (2004-2004)
- François Konter (1967-1971)
- Aad Koudijzer (1978-1984)
- Nasredine Kraouche (2000-2004)
- Mladen Krizanovic (2002-2003)
- Yuya Kubo (2017-2020)
- Emir Kujović (2016-2017)
- Sven Kums (2014-2016 + 2019-heden)
- Erdinç Kurtuluş (2005-2006)
- Mohamed Kurtulus (1996)
- Taylan Kurtuluş (1993-1997)

## L
- Firmin Lagaesse (1921-1928)
- Eric Lambert (1956-1967)
- Julien Lammens (1926-1945)
- Etienne Larmuseau (1948-1952)
- Jacques Lefevre (1970-1972)
- Martin Laamers (2000-2002)
- Julien Labeau (1938-1939 + 1942-1944)
- Benoît Ladrière (2008-2009)
- Firmin Lagaesse (1921-1928)
- Ronny Lambrechts (1976-1977)
- Julien Lammens (1926-1936 + 1942-1945)
- Etienne Larmuseau (1948-1949 + 1950-1952)
- Theo Laseroms (1972-1974)
- André Laureyssen (1979-1988)
- Pierre Lauwereyns (1949-1950)
- Stephen Laybutt (2004-2007)
- Luka Lazitch (2011-2012)
- Jean-Michel Lecloux (1982-1983)
- Hector Lefèvre (1920-1929)
- Jacques Lefèvre (1970-1972)
- Darko Lemajić (2021-2023)
- Steve Lemmens (1989-1993)
- Jérôme Lempereur (2001-2001)
- Johnny Léonard (1969-1972)
- Christophe Lepoint (2009-2015)
- Nir Levin (1989-1990)
- Mbaye Leye (2009-2010)
- Danny Leys (1987-1988)
- Stallone Limbombe (2018-2020)
- Albert Lippens (1919-1920)
- August Lippens (1945-1946)
- Rudi Lippens (1966-1967)
- Piet Lippens (1976-1980)
- Rudi Lippens (1966-1967)
- Sébastien Locigno (2013-2015)
- Nicolas Lombaerts (2004-2007)
- Jorge López (2013)
- Pau Cendrós López (2012-2014)
- Geert Lootens (1989-1990)
- Ali Lukunku (2004-2005)
- Mikael Lustig (2019-2020)

## M
- Mohammed Maarouf (1978-1979)
- Deiver Machado (2017-heden)
- Kristof Maes (2012-2015)
- René Maes (1925-1929)
- Camille Maesschalk (1919-1920 + 1921-1928)
- Robert Mahieu (1961-1976)
- Louis Malfait (1921-1922)
- Laurens Maldrie (2007-2008)
- Mamar Mamouni (2004-2006)
- Yannick Marchand (2007-2008)
- Damien Marcq (2017-2018)
- Benjamin Maréchal (2004-2005)
- Rémi Maréval (2012-2014)
- Ragnar Margeirsson (1981-1982)
- Miloš Marić (2007-2010)
- Vladimir Vlatko Markovic (1965-1966)
- Gilberto Marques (1972-1973)
- Sulayman Marreh (2020-heden)
- Honoré Martens (1936-1938)
- Roland Martens (1956-1957 + 1959-1963)
- Ronny Martens (1984-1985 + 1987-1988)
- Sandy Martens (1993-1999 + 2003-2006)
- Alexandre Martinovic (2006-2008 + 2009-2010)
- Carl Massagie (1997-1999)
- Tim Matthys (2004-2005)
- Thomas Matton (2015-2017)
- Albert Mayama (1962-1966)
- Jules Mayné (1920-1921)
- Ilombe Mboyo (2011-2013)
- Dirk Medved (1989-1993)
- Jean Paul Meerschaut (1975-1976)
- Frans Meesters (1936-1937)
- Thomas Meeuwsen (2000-2001)
- Ersin Mehmedovic (2002-2004)
- Steven Meiresonne (1986-1987)
- Jozef Melis (1943-1944 + 1945-1948)
- Melli (2011-2013)
- Mohamed Messoudi (2012-2013)
- Peter Meysmans (1986-1987)
- Davy Minnaert (1992-1995)
- Damir Mirvić (2005-2007)
- Stefan Mitrović (2015-2018)
- Nenad Mladenovic (2005-2007)
- Bernard Moerman (1981-1982)
- Ronny Moerman (1980-1981)
- Pierre Moeschal (1922-1923 + 1949-1951)
- Jacques Moeschal (1949-1950)
- Massimo Moia (2007-2009)
- Léon "Trouet" Mokuna (1957-1958 + 1959-1961)
- Peter Mollez (2005-2006)
- Omo Monday (2002-2003)
- Edson Montaño (2010-2011)
- Roman Moore (1923-1924)
- Miljan Mrdaković (2003-2004)
- Zakaria M'Sila (2010-2014)
- René Mücher (1981-1986)
- Gaby Mudingayi (2000-2004)
- John Machethe Muiruri (2001-2004)
- Robert Mumba (2003-2004)
- Tomislav Muskovic (1965-1966)
- Aleksandar Mutavdžić (2007-2008)
- Roy Myrie (2008-2012)
- René Müccher (1981-1986)
- Robert Mahieu (1961-1976)
- Albert Mayama

## N
- Mahamed Habib N'Diaye (2006-2009)
- Mamoutou N'Diaye (2009-2013)
- Sylvain N'Diaye (1998-2000)
- Michel Félix N'Gonge (1989-2000)
- Michael Ngadeu-Ngadjui (2019-2023)
- Valery N'Tamag (1995-1997)
- Valery Nahayo (2011-2014)
- Paul Nardi (2022-heden)
- Marc Naudts (1974-1976)
- Hamad Ndikumana (2002-2005)
- Dieumerci Ndongala (2016-2017)
- Eugène Nelissen (1920-1921)
- Ernest Webnje Nfor (2006-2009)
- Anderson Niangbo (2020-heden)
- Anders Nielsen (1997-2000 + 2001-2002)
- Lasse Nielsen (2014-2017)
- Lima Viera Nivaldo (1994-1998)
- Renato Neto (2013-2019)
- Ygor Nogueira de Paula (2014-2015)
- Frank Nollet (1979-1981 + 1985-1988)
- François Noël (1920-1921)
- Patrick Notteboom (1976-1977)
- Patrice Noukeu (2006-2009)
- Valery N'Tamag (1995-97)
- Dirk Nuytens (1988-1991)

## O
- Vadis Odjidja-Ofoe (2018-2023)
- Peter Olayinka (2016-2018)
- Aldo Olcese (2000-2002)
- Adekanmi Olufade (2006-2010)
- Gift Orban (2023-2024)
- Richard Orlans (1948-1949 + 1950-1961)
- Ange Oueifio
- Mustapha Oussalah (2004-2004 + 2014-2016)
- Djima Oyawolé (2001-2003 + 2006-2007)
- Elisha Owusu (2019-2023)

## P
- Sergio Padt (2011-2014)
- Maurice Parisis (1924-1925)
- Rudy Petter (1996, 2006-2007)
- Eduardo "Giba" Paulo E. Silva (1977-1979)
- Nebojša Pavlović (2005-2007)
- Morten Pedersen (2000-2001)
- Nicklas Pedersen (2013-2016)
- Alfons Peeters (1971-1974)
- Jacky Peeters (2000-2004)
- August Pelsmaeker  (1935-1937)
- Jérémy Perbet (2016-2017)
- Wallace Fernando Pereira (2010-2013)
- André Pérot (1950-1957)
- Zsolt Petry (1991-1996)
- Sébastien Phiri (2008-2013)
- Kamil Piątkowski (2022-2023)
- Luigi Pieroni (2009-2010)
- Francesco Pirelli (1977-1981)
- Leandro González Pirez (2013-2014)
- Thierry Pister (1985-1987)
- Ihor Plastoen (2018-heden)
- Marko Poletanović (2015-2017)
- David Pollet (2014-2015)
- Krist Porte (1987-1992)
- Maurice Pouillon (1919-1920)
- Hector Priem
- Sloan Privat (2013-2016)
- Ante Puljić (2013-2015)

## Q
- Werner Quipor (1978-1981)
- Willy Quipor (1975-1985)

## R
- André Raes (1979-1982)
- Roger Raeven (1986-1988)
- Rafinha (2011-2016)
- Kasimir Raguz (1967-1968)
- Benito Raman (2011-2016)
- Edin Ramcic (1993-2001)
- Adolphe Ramburg (1936-1937)
- Nicolas Raskin (2017-2019)
- Jordan Remacle (2012-2013)
- Carlos Reuse (1919-1923 + 1926-1929)
- Arsène Reyniers (1941-1943 + 1945-1949)
- Keven Reyns (1992-1994)
- Steven Ribus (2002-2005)
- Fernand Rigouts (1913-1914)
- Jacob Rinne (2016-2017)
- Pedro Rivas (2008-2012)
- Raoul Rixhon (1953-1956)
- Otis Roberts
- Davy Roef (2020-heden)
- Erwin Roelandt (1976-1977)
- Albert Rombaut (1941-1942)
- Tony Rombouts (1981-1985)
- Roberto Rosales (2007-2010)
- Sigurd Rosted (2018-2019)
- Cédric Roussel (1998-1999)
- Geoffrey Roussel (1998-1999)
- Petter Rudi (1996-1996 + 2007-2007)
- Bryan Ruiz (2006-2009)
- Zlatko Runje (2004-2005)
- Gilles Ruyssen (2006-2014)
- Milan Ružić (1984-1988)
- Edin Ramčić (1993-2001)
- Tony Rombauts

## S
- Kenny Saief (2014-2018)
- Bassalia Sakanoko (2006-2007)
- Ibrahim Salah (2022-2023)
- Matisse Samoise (2020-heden)
- Luc Sanders (1976-1977)
- Ben Milou Sassi (1998-1999)
- Milan Savić (2012-2014)
- Zoran Savic (1996-2001)
- Alfons Says (1923-1924)
- Cees Schapendonk (1982-1985)
- Gunther Schepens (1985-1993 + 1999-2003)
- Henri Schepens (1919-1921 + 1922-1923)
- Daniel Schmidt (2024-heden)
- Gerhard Schmidt (1971-1973)
- Alexis Scholl (2016-2016)
- Emile Schoofs (1924-1925)
- Gérard Schoofs (1922-28, 1929-1933)
- Jacques Schoofs (1922-1923 + 1924-1925)
- Lucas Schoofs (2015-2018)
- Rob Schoofs (2016-2017)
- Hilaire Schoonjans (1952-1960)
- Jean Segers (1922-1923)
- Urbain Segers (1960-1965)
- Armand 'Mance' Seghers (1949-1965)
- Matz Sels (2013-2016)
- Robert Seynaeve (1941-1942)
- Moses Simon (2015-2018)
- Damjan Siskovski (2015-2015)
- Matija Škarabot (2010-2012)
- Axel Smeets (1994-1996)
- Dario Smoje (2005-2009)
- Tim Smolders (2008-2012)
- Kristof Snelders (1998-1999)
- Momodou Sonko (2024-heden)
- Alexander Sørloth (2019-2019)
- Valeri Sorokin (2008-2009)
- Abdellah Souady (1986-1987)
- Yves Soudan (1987-1991)
- Alfred Soudeyns (1919-1927)
- Arnaud Souquet (2018-2019)
- Alan Sowden (1913-1914)
- Yaya Soumahoro (2010-2016)
- Honoré Spitaels (1938-1939)
- Emil Sterbal (1999-2001)
- Alin Stoica (2006-2007)
- James Storme (1960-1965 + 1970-1971)
- Roland Storme (1954-1960 + 1964-1965)
- Noël Van Strijthem (1955-1959)
- Christiaans Stroybants (1976-1977)
- David Stuyck (1987-1988)
- Marko Šuler (2008-2012)
- Franck Surdez (2024-heden)
- Mamadou Sylla Diallo (2017-2020)
- Djordje Svetlicic (2006-2008)
- Tamás Szekeres (1999-2000)
- James Storme (1960-1965, 1970-1971)
- Urbain Seghers (1960-1965)
- Cees Schaependonck (1981-1986)
- Robert Syenave (1941-1942)
- Istvan Sztani (1969-1972)

## T
- Serge Tabekou (2014-2016)
- Jérémy Taravel (2016-2017)
- Roger Tavernier (1964-1971)
- Tesfaldet Tekie (2017-2019)
- Rudy Tempere (1976-1978)
- Davy Theunis (2003-2004)
- Arthur Thienpont (1913-1914 + 1919-1920)
- Bernd Thijs (2007-2014)
- Bruno Thoelen (1987-1988)
- Yannick Thoelen (2015-2019)
- Kenny Thompson (2005-2011)
- Ode Thompson (1998-2000)
- Ola Tidman (2001-2001)
- Anthony Timo (1991-2004)
- Tarik Tissoudali (2021-heden)
- Kiyika Tokodi (1980-1985)
- Jordan Torunarigha (2022-heden)
- Jovica Trajcev (2005-2006)
- William Troost-Ekong (2016-2017)
- Freddy Truyens (1980-1981)
- Giorgi Tsjakvetadze (2017-heden)
- John Tudor (1977-1978)
- Stijn Vreven (1997-99)

## V
- Björn Van Avermaet (1999-2001)
- Richard Van Autreve (1919-1920)
- Eric Van den Berghe (1955-1956)
- René van Breevoort (1973-1979)
- Henri van Brusteghem (1943-1944)
- Sören Van De Moortele (2006-2007)
- Erwin Vandendaele (1978-1980)
- Erwin Vandenbergh (1990-1994)
- Brian Vandenbussche (2014-2017)
- Jari Vandeputte (2013-2017)
- Achille Vandeputte (1919-1929)
- Noël Vandevelde (1963-1965)
- René Vandereycken (1987-1988)
- Hannes Van der Bruggen (2010-2017)
- Nico Vanderdonck (1995-1997)
- Robert Vanderhaegen (1924-1929)
- Stijn Van Der Kelen (2007-2008)
- Marc Van Der Linden (1991-1994)
- Piet van der Lippe (1966-1968)
- Achille Vande Putte (1919-1929)
- Joseph Vanderstraten (1919-1926)
- Louis Vanderstraten (1919-1924)
- Pierre Vanderstraten (1919-1924)
- Piet Van der Lippe (1966-1968)
- Tom Vandervee (1999-2000)
- Dirk Vangronsveld  (1991-1997)
- Franky Vanhaecke (1979-1982)
- Louis Van Hoorick (1921-1929)
- Gunther Van Handenhoven (1997-1998 + 2002-2003)
- André Van Havermaet (1951-1954)
- Johnny Van Hove (1968-1969)
- Norbert Van Huffel (1948-1964)
- Ivo Van Herp (1976-1978)
- André Van Herpe (1951-1962)
- Maurice Vanheuverzwijn (1942-1949)
- David Van Hoyweghen (2002-2005)
- Gustaaf Van Hoecke (1946-1947)
- Paul Van Hoecke (1955-1962)
- Louis Van Hooryck (1921-1929)
- Victor Vanhuyse (1941-1946)
- Nenad Vanic (2001-2003)
- Olivier Van Impe (1999-2004)
- Henri Van Ingelgem (1961-1962)
- Gerard van Iseghem (1945-1946)
- Bram van Kerkhof (1973-1974)
- Albert Van Kerckvoorde (1941-1946)
- Maurice Van Laecke (1947-1949)
- Jozef Van Looy (1942-1953)
- Toine Van Mierlo (1986-1988)
- Hennie Van Nee (1967-1969)
- Maurice Van Overmeiren (1928-1946)
- Romain Van Overmeiren (1926-1947)
- Willy Van Parijs (1954-1955)
- François Van Renterghem (1926-1944)
- Robert Van Sompel (1928-1929)
- Noël Van Strijthem (1955-1959)
- José van Vynckt (1957-1959)
- Zoltán Varga (1977)
- Tomas Vasov (1996-2003)
- Gustavo Vassallo (2001)
- Josef Vacenovský (1969-1971)
- Fernand Veeckman (1941-1951)
- Bram Verbist (1998-1999)
- Spencer Verbiest (1998-2003)
- Brecht Verbrugghe (2000-2003)
- Jozef Vergauwen (1925-1926)
- Kenny Verhoene (1994-1997)
- Arthur Verselder (1936-1944)
- Gustaaf Verschueren (1928-1929)
- Mark Verkuijl (1991-1995)
- Etienne Vermeulen (1961-1968)
- Gil Vermouth (2007-2008)
- André Verschueren (1959-1963)
- Matthieu Verschuere (2001-2002 + 2003-2005)
- Birger Verstraete (2017-2019)
- Louis Verstraete (2016-2020)
- Guy Vervecken (1997-1999)
- Danny Veyt (1989-1991)
- Eric Viscaal (1990-1995)
- Uroš Vitas (2014-2016)
- René Voet (1921-1922)
- Jef Vogels (2011-2012)
- Eddy Voordeckers (1987-1990)
- Wouter Vrancken (2004-2006)
- Stijn Vreven (1997-1999)
- Zdenko Vukasović (1965-1967)
- Sretko Vuksanović (1994-1996)
- Johan Van Looy

## W
- Paul Walraed (1980-1982)
- Frédéric Waseige (1992-1993)
- Tsuyoshi Watanabe (2023-heden)
- Kurt Welzl (1983-1984)
- Kenneth Weytens (2005-2007)
- Frank Wezenbeek (1976-1977)
- Evan Whitfield (1998-1999)
- Samuel Wiart (2001-2002)
- Gustav Wikheim (2016-2016)
- Hector Willems (1921-1923 + 1924-1925)
- Maurice Willems (1952-1962)
- Paul Willems (1971-1972)
- Bart Willemsen (2003-2003)
- Stef Wils (2008-2011)
- Guy Winkels (1989-1991)
- Dieter Wittesaele (2007-2008)
- Dirk Wittevrongel (1984-1987)
- Mario Witvrouwen (1994-1996)
- Gerard Wydhooge (1945-1948)
- Wallace Fernando Pereira (2010-2013)

## Y
- Grant Young (1994-1995)
- Daisuke Yokota (2024-heden)

## Z
- Peter Zelensky (1988-1989)
- Marcin Żewłakow (2006-2008)
- Vénance Zézé ("Zézéto") (2003-2004)
- Zéphirin Zoko (2005-2006)
- Nermin Zolotić (2014-2015)
- Ludwig Zorgvliet (2005-2006)
- Ervin Zukanović (2012-2014)

RSC Anderlecht ·
Antwerp FC ·
Beerschot AC ·
Beerschot VA ·
KSK Beveren ·
Rupel Boom ·
Cercle Brugge · 
Club Brugge ·
KRC Genk ·
KAA Gent · 
KV Kortrijk ·
OH Leuven ·
Lierse SK ·
RFC de Liège ·
KSC Lokeren ·
Lommel SK ·
KV Mechelen ·
Royal Excel Moeskroen ·
RAEC Mons ·
KV Oostende ·
RFC Seraing ·
STVV ·
Sporting Charleroi ·
Standard Luik ·
AFC Tubize ·
Union SG ·
KVC Westerlo ·
SV Zulte Waregem